# Училка
«Учи́лка» — российский остросюжетный драматический фильм 2015 года режиссёра Алексея Петрухина. 
Премьерный показ фильма состоялся 11 августа 2015 года в Выборге на XXIII Фестивале российского кино «Окно в Европу». В российский кинопрокат драма вышла 26 ноября 2015 года.
Телевизионная премьера фильма состоялась 18 мая 2019 года на Первом канале.
20 октября 2017 года стартовали съёмки сиквела под названием «Последнее испытание». Премьера фильма состоялась 29 августа 2019 года.
Сюжет (и многие эпизоды) взяты от французской картины «Последний урок» (2008).

## Сюжет
В школе раздаётся выстрел. Доведённая до отчаяния домашними проблемами и неуправляемыми учениками школьная учительница истории с сорокалетним стажем Алла Николаевна (Ирина Купченко) берёт в заложники учеников 11 «А» класса. Она решает преподать им нравственный урок, но через некоторое время сама становится заложницей сложившихся обстоятельств. О захвате заложников узнаёт полковник спецназа Кадышев (Андрей Мерзликин). В прошлом он тоже был учеником Аллы Николаевны, поэтому хорошо понимает её — в отличие от сегодняшних школьников. Хотя, кажется, уже и сама Алла Николаевна не в силах понять, жертва она или преступник.

## В ролях

### Сотрудники школы
| Актёр             | Роль                                                          |
| ----------------- | ------------------------------------------------------------- |
| Ирина Купченко    | учитель истории Алла Николаевна главная героиня               |
| Анна Чурина       | директор школы Агнесса Андреевна Веверова                     |
| Роза Хайруллина   | завуч Лия Павловна                                            |
| Ольга Егорова     | учитель французского языка Борона (Любовь Сергеевна Баранова) |
| Алексей Огурцов   | учитель физкультуры                                           |
| Ирина Калинина    | учитель биологии                                              |
| Светлана Лебедева | учитель литературы                                            |
| Андрей Рудаков    | учитель физики Аристарх Семенович                             |
| Ирина Чипиженко   | уборщица Нина                                                 |
| Юрий Мельчинский  | охранник Иван Петрович                                        |

### Ученики
| Актёр                 | Роль                                                              |
| --------------------- | ----------------------------------------------------------------- |
| Руслан Калимуллин     | «Шило» (Шиловский)                                                |
| Артемий Соколов       | «Жаба» (Артём Журбин)                                             |
| Марк Тюриков          | «Чума» (Петров)                                                   |
| Алексей Лукин         | «Гуся» (Гусько)                                                   |
| Екатерина Шмакова     | «Зубрила» (Юлиана Ракитина)                                       |
| Валентин Садики       | «Мачо» (Илья Раздоров)                                            |
| Антон Чечевичкин      | «Халява» (Борис Бойцов)                                           |
| Анастасия Пономарёва  | «Птаха» (Ирина Соколова)                                          |
| Валентина Ельшанская  | «Готка»                                                           |
| Анжелика Легостаева   | «Зая» (Виктория Королёва)                                         |
| Дарья Дубникова       | «Милка»                                                           |
| Василиса Елпатьевская | Оксана                                                            |
| Северин Стаховский    | «Дипломат» (Орлов)                                                |
| Софья Маркина         | «Масяня»                                                          |
| Сергей Фролов         | Малик                                                             |
| Акмал Аблаев          | Надир                                                             |
| Юрий Улимов           | «Зелёнка»                                                         |
| Елизавета Бойко       | «Панда»                                                           |
| Тимофей Рубцов        | Дима (Дмитрий Ильич Бирюков) младшеклассник, «компьютерный гений» |
| Алексей Зайцев        | Зорин                                                             |
| Ксения Петрухина      | школьница                                                         |
| Степан Степченко      | школьник                                                          |
| Климентин Буданов     | школьник                                                          |
| Светлана Юрыжева      | школьница                                                         |
| Анна Харитонова       | школьница                                                         |

### Прочие актеры
| Актёр               | Роль                                                     |
| ------------------- | -------------------------------------------------------- |
| Андрей Мерзликин    | полковник спецназа Кадышев бывший ученик Аллы Николаевны |
| Алиса Гребенщикова  | корреспондент Ася                                        |
| Денис Варенов       | капитан спецназа Серый                                   |
| Анита Шматова       | редактор                                                 |
| Станислав Симкин    | телеоператор                                             |
| Валентина Зайцева   | бабушка                                                  |
| Алексей А. Петрухин | отец Мачо                                                |
| Михаил Мухин        | водитель Сергей Симонов                                  |

## Съёмки
Съёмки фильма проходили в МБОУ СОШ № 7 города Королёва Московской области, в которой в своё время учился исполнитель роли Кадышева Андрей Мерзликин. Картина снималась в марте 2015 года.

## Саундтрек
| Исполнитель                    | Название композиции и её авторы                                                                                  |
| ------------------------------ | --- |
| SadMe                          | Holy (автор музыки и слов: Маша SadMe)                                                                           |
| Павел Смеян и Татьяна Воронина | Ветер перемен (из кинофильма «Мэри Поппинс, до свидания!»; композитор: Максим Дунаевский, автор слов: Наум Олев) |

## Награды
| XXIII Фестиваль российского кино «Окно в Европу» в Выборге                                                                                               | XXIII Фестиваль российского кино «Окно в Европу» в Выборге |
| --- | ---------------------------------------------------------- |
| 2015 |                                                            |
| Конкурс игрового кино «Осенние премьеры» — Главный приз «За безупречное мастерство, за достоинство и честность» — Народной артистке РФ Ирине Купченко    |                                                            |
| «Золотая ладья» — 1 место в программе «Выборгский счёт» (по итогам зрительского голосования) — режиссёр Алексей Петрухин                                 |                                                            |
| VIII Всероссийский кинофестиваль актёров-режиссёров «Золотой Феникс» в Смоленске                                                                         |                                                            |
| 2015 |                                                            |
| Гран-при кинофестиваля «Бриллиантовый Феникс» «за мужественное освоение учительского дела» — режиссёру Алексею Петрухину                                 |                                                            |
| VIII Международный кинофестиваль «Восток & Запад. Классика и авангард» в Оренбурге                                                                       |                                                            |
| 2015 |                                                            |
| Приз международного конкурса «За вклад в киноискусство» — Народной артистке РФ Ирине Купченко                                                            |                                                            |
| Главный приз российской программы «Сплетённые параллели» — Приз зрительских симпатий — режиссёр Алексей Петрухин                                         |                                                            |
| Приз генерального спонсора фестиваля клубного комплекса «Яр» в российской программе «Сплетённые параллели» «За лучший фильм» — режиссёр Алексей Петрухин |                                                            |
| II кинофестиваль нового российского кино «Пробуждение» в Дмитрове (президент фестиваля — Егор Михалков-Кончаловский)                                     |                                                            |
| 2015 |                                                            |
| Главный приз — Приз зрительских симпатий |                                                            |
| «Лучшая исполнительница главной роли» — Ирина Купченко                                                                                                   |                                                            |
| VIII Международный фестиваль кино и телепрограмм для семейного просмотра имени Валентины Терешковой «От всей души»                                       |                                                            |
| 2016 |                                                            |
| Лучшая исполнительница главной роли — Ирина Купченко |                                                            |

## Продолжение
16 октября 2015 года было объявлено, что зимой 2015/2016 годов начнутся съёмки сиквела «Последнее испытание». Согласно сюжету, Алла Николаевна ведёт свой класс на популярный мюзикл, но внезапно весь зал, где находится семьсот человек, оказывается в заложниках у террористов. Только сила слова учителя сможет переломить ситуацию и помочь обезоружить преступников. По сути, фильм должен был стать посвящением трагедии в Театре на Дубровке, произошедшей 23-26 октября 2002 года в Москве.
20 октября 2017 года в городе Мытищи Московской области стартовали съёмки продолжения. Премьера картины состоялась 29 августа 2019 года.